# Brun Campbell
Pour les articles homonymes, voir Campbell.
Sanford Brunson Campbell, plus connu sous le nom de Brun Campbell, est un compositeur américain, auteur de 17 morceaux de ragtime, né dans le Kansas en 1884 et mort en 1952 à Los Angeles, à l'âge de 68 ans.

## Liste des œuvres
- Barber Shop Rag
- Barrelhouse Rag
- Blue Rag
- Brun's Slow Dog
- Campbell Cakewalk
- Chestnut Street in the 90s
- Essay in Ragtime
- Fragment #1
- Fragment #2
- Frankie and Johnny Rag
- Ginger Snap Rag
- Grandpa's Stomp
- Lulu White
- Reminiscences
- Rendezvous Rag
- Salome's Slow Drag 1
- Salome's Slow Drag 2
- Short Rag
- Slow and Easy
- Tent Show Rag
- Unnamed Strain #1
- Unnamed Strain #2
- Unnamed Strain #3
- Variations on a Theme by Joplin